# Mamiko Asō
Pour les articles homonymes, voir Asō.
Mamiko Asō ou Aso (麻生真宮子, Asō Mamiko, née le 5 février 1964 à Fukuoka, Japon), de son vrai nom Miwa Tajima (田島みわ, Tajima Miwa), est une ex-idole japonaise des années 1980, ex-chanteuse et actrice, actuellement femme d'affaires.
Elle débute en 1984 en formant le groupe Asō Mamiko & Captain (ou Mamiko Aso & Captain), avec le duo de danseuses et choristes Captain. Après leur séparation en 1987, elle continue sa carrière en solo en tant que Mamiko Asō, sortant deux singles au Japon, et joue dans quelques drama et un film. Dans les années 1990, elle sort trois singles de style eurodance en Italie, dont Drive me crazy to Love en 1996, 21e dans les charts locaux. En 1998, elle crée une société à son nom, TAJIMA, qu'elle dirige, et produit entre autres son propre vin italien. Utilisant désormais le nom d'artiste Mamiko, elle sort un dernier single en 2001, Your Lies, et un livre sur l'Italie en 2006, Torino. Elle reprend ensuite son vrai nom, Miwa Tajima, et se lance dans la politique, comptant se présenter à des élections au Japon en juillet 2010.

## Discographie solo

### Singles
Japon
- 1987 : Sasayaki wa Destiny (ささやきはデスティニー?)
- 1988 : Otoko Dakara Nakanaide (男だから泣かないで?)

Italie
- 1996 : Drive Me Crazy To Love
- 1997 : My Girl (par "Paul Diamond Vs. Mamiko")
- 1999 : Lies
- 2000 : Walking in the Sunshine
- 2001 : Your Lies (par "Mamiko")

### Compilation
- 2009 : Golden Best : Asō Mamiko & Captain / Asō Mamiko / Be-2